# Lijst van gemeentelijke monumenten in Woudenberg
De gemeente Woudenberg telt 27 gemeentelijke monumenten. Hieronder een overzicht.
| Object | Bouwjaar                                              | Architect                                              | Locatie                  | Coördinaten                  | Nr.        | Afbeelding |
| --- | ----------------------------------------------------- | ------------------------------------------------------ | ------------------------ | ---------------------------- | ---------- | --- |
| Woonhuis | ca. 1900                                              |                                                        | Burgwal 12               | 52° 5' 1" NB, 5° 24' 42" OL  | 0351/p4759 | Woonhuis |
| Wilhelmina Bewaarschool | 1873                                                  | Tussen 1899 en 1901 verbouwd door C.B. Posthumus-Meyes | Geeresteinselaan 26      | 52° 5' 2" NB, 5° 24' 56" OL  | 0351/p4761 | Wilhelmina Bewaarschool |
| Woonhuis | 1908                                                  | G. de Jong                                             | Geeresteinselaan 60      | 52° 5' 11" NB, 5° 24' 60" OL | 0351/p4762 | Woonhuis |
| Zaalkerk Rumelaar | ca. 1921                                              |                                                        | Laagerfseweg 41          | 52° 4' 30" NB, 5° 26' 59" OL | 0351/p4782 | Zaalkerk Rumelaar |
| Zomerhuis en schuur | Begin 20ste eeuw, verbouwd rond 1924. Schuur uit 1911 |                                                        | Landaasweg 17 en 17a     | 52° 4' 40" NB, 5° 27' 3" OL  | 0351/p4769 | Zomerhuis en schuur |
| Pastorie Villa | 1918                                                  |                                                        | Maarsbergseweg 13        | 52° 4' 48" NB, 5° 24' 49" OL | 0351/p4773 | Pastorie Villa |
| Boerderij | derde kwart van de negentiende eeuw                   |                                                        | Maarsbergseweg 61        | 52° 4' 22" NB, 5° 24' 37" OL | 0351/p4784 | Boerderij |
| Dwarsboerderij Irene hoeve | 1877                                                  |                                                        | Maarsbergseweg 67        | 52° 4' 18" NB, 5° 24' 35" OL | 0351/p4786 | Dwarsboerderij Irene hoeve |
| Tolhuis | 1851, in 1929 erker aangebouwd                        |                                                        | Maarsbergseweg 90        | 52° 4' 17" NB, 5° 24' 33" OL | 0351/p4776 | Tolhuis |
| Langhuisboerderij | 1800                                                  |                                                        | De Meent 14              | 52° 5' 12" NB, 5° 23' 22" OL | 0351/p4788 | Langhuisboerderij |
| Kosterswoning | 1885-1886                                             |                                                        | Middenstraat 6           | 52° 4' 59" NB, 5° 24' 48" OL | 0351/p4790 | Kosterswoning |
| Landhuis, oorspronkelijk een jachtopzienerwoning | 1929                                                  |                                                        | Oudenhorsterlaan 6       | 52° 4' 3" NB, 5° 28' 20" OL  | 0351/p4793 | Landhuis, oorspronkelijk een jachtopzienerwoning |
| Langhuisboerderij | 1850                                                  |                                                        | Oudenhorsterlaan 23      | 52° 3' 14" NB, 5° 28' 14" OL | 0351/p4795 | Langhuisboerderij |
| Villa met koetshuis en kippenhok | 1827                                                  |                                                        | Oude Woudebergse Zandweg | 52° 5' 35" NB, 5° 18' 41" OL | 0351/p4822 | Meer afbeeldingen |
| Voormalige Maalderij | 1914                                                  |                                                        | Parallelweg 2            | 52° 4' 51" NB, 5° 27' 3" OL  | 0351/p4796 | Voormalige Maalderij |
| Voormalige school | ca. 1875, in 1907 en 1941 uitgebreid                  |                                                        | Schoolstraat 2           | 52° 5' 3" NB, 5° 24' 53" OL  | 0351/p4800 | Voormalige school |
| Gehele tracé van de voormalige spoorlijn Amersfoort-Kesteren-Keulen, buiten de bebouwde kom in het landschap herkenbaar aan de rechte lijn omzoomd met bomen                                                         | 1866                                                  |                                                        | Spoorwegtracé            | 52° 5' 24" NB, 5° 26' 30" OL | 0351/p4933 | Gehele tracé van de voormalige spoorlijn Amersfoort-Kesteren-Keulen, buiten de bebouwde kom in het landschap herkenbaar aan de rechte lijn omzoomd met bomen |
| De woning van de haltechef en de loods annex toiletgebouw, tegenwoordig woonhuis en opslagruimte-garage. Maakte deel uit van het stationscomplex Woudenberg-Scherpenzeel aan de spoorlijn Amersfoort-Kestern-Keulen. | ca. 1886                                              |                                                        | Spoorlaan 4              | 52° 4' 55" NB, 5° 26' 55" OL | 0351/p4802 | Meer afbeeldingen |
| Villa Lytshiem | 1916                                                  |                                                        | Stationsweg Oost 188     | 52° 4' 50" NB, 5° 27' 10" OL | 0351/p4804 | Villa Lytshiem |
| Watertoren | 1937                                                  | ir. A.A. Willems                                       | Stationsweg Oost 202     | 52° 4' 49" NB, 5° 27' 28" OL | 0351/p4806 | Meer afbeeldingen |
| Villa Jeanette | 1911                                                  | G. de Jong                                             | Stationsweg West 137     | 52° 4' 49" NB, 5° 25' 52" OL | 0351/p4808 | Villa Jeanette |
| Voormalige boerderij | 1914, in 1981 uitgebreid                              |                                                        | Stationsweg West 149     | 52° 4' 48" NB, 5° 25' 57" OL | 0351/p4810 | Voormalige boerderij |
| Veldschans | tussen 1580 en 1590                                   |                                                        | Stationsweg              | 52° 4' 52" NB, 5° 25' 8" OL  | 0351/p4812 | Meer afbeeldingen |
| Schoutenhuis | 1914                                                  |                                                        | Voorstraat 12            | 52° 4' 57" NB, 5° 24' 48" OL | 0351/p4815 | Meer afbeeldingen |
| Dwarshuisboerderij | ca. 1800                                              |                                                        | Zeisterweg 57            | 52° 4' 59" NB, 5° 23' 18" OL | 0351/p4817 | Meer afbeeldingen |
| Portierswoning | 1916                                                  | J. Pothoven Azn                                        | Zeisterweg 63            | 52° 5' 1" NB, 5° 23' 15" OL  | 0351/p4839 | Portierswoning |
| Landhuis/uitspanning met koetshuis | Huis:tussen 1879 en 1882 Koetshuis:1902               |                                                        | Zeisterweg 98            | 52° 5' 13" NB, 5° 20' 18" OL | 0351/p4820 | Landhuis/uitspanning met koetshuis |